# Christoph Friedrich Hellwag

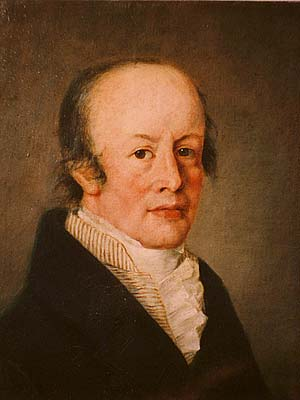
Christoph Friedrich Hellwag

Christoph Friedrich Hellwag, född 6 mars 1754 i Calw, Württemberg, död 16 oktober 1835 i Eutin, var en tysk läkare.
Hellwag var verksam som stads- och provinsialläkare i Eutin. I avhandlingen De formatione loquelæ (1780, återutgiven av Wilhelm Viëtor 1886) uppställde han, med ledning av de subjektiva intryck han hade av vokalernas klangfärg, ett vokalsystem, som i allt väsentligt verifierades genom objektiv fysikalisk analys, utförd mer än hundra år senare. Hellwag gjorde intressanta fysikaliska iakttagelser även på andra områden än fonetikens.